# Bessó digital
Un bessó digital és una representació virtual que serveix com a contrapartida digital en temps real d'un objecte o procés físic. Tot i que el concepte es va originar ja fa temps (s'atribueix a Michael Grieves, llavors treballava a la Universitat de Michigan, el 2002), la primera definició pràctica de bessó digital va sorgir de la NASA en un intent de millorar la simulació del model físic de les naus espacials el 2010. Els bessons digitals són el resultat de la millora contínua en la creació d'activitats de disseny i enginyeria de productes. Els dibuixos del producte i les especificacions d'enginyeria van progressar des del dibuix fet a mà fins al dibuix assistit per ordinador/disseny assistit per ordinador fins a l'enginyeria de sistemes basada en models.
El bessó digital d'un objecte físic depèn del fil digital —el disseny i l'especificació de nivell més baix per a un bessó digital— i el "bessó" depèn del fil digital per mantenir la precisió. Els canvis al disseny del producte s'implementen mitjançant ordres de canvi d'enginyeria (ECO). Una ECO feta a un element component donarà lloc a una nova versió del fil digital de l'article i, en conseqüència, al bessó digital.

## Origen i tipus de bessons digitals
Els bessons digitals van ser anticipats pel llibre de 1991 de David Gelernter Mirror Worlds. És àmpliament reconegut tant a la indústria com a les publicacions acadèmiques que Michael Grieves de l'Institut de Tecnologia de Florida va aplicar per primera vegada el concepte de bessó digital en la fabricació. El concepte i el model del bessó digital va ser presentat públicament l'any 2002 per Grieves, llavors de la Universitat de Michigan, en una conferència de la Societat d'Enginyers de Fabricació a Troy, Michigan. Grieves va proposar el bessó digital com el model conceptual subjacent a la gestió del cicle de vida del producte (PLM).

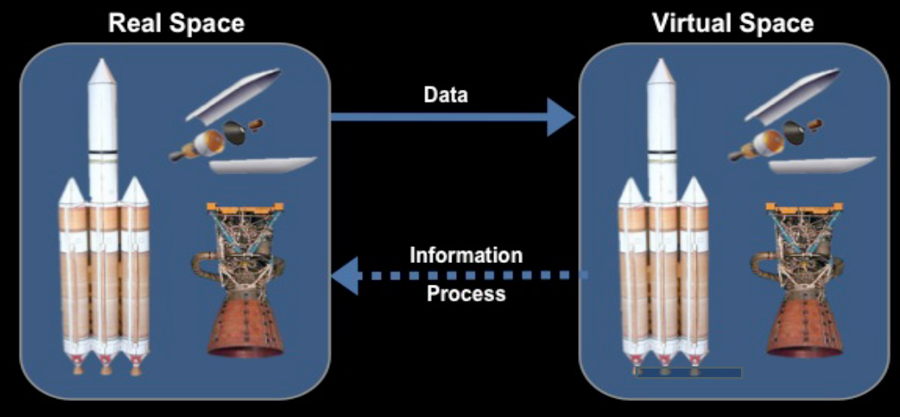
Un concepte primerenc de bessons digitals de Grieves i Vickers

El concepte, que tenia uns quants noms diferents, va ser anomenat posteriorment "bessó digital" per John Vickers de la NASA en un informe del full de ruta del 2010. El concepte de bessó digital consta de tres parts diferenciades:
- El producte físic
- El producte digital/virtual
- Les connexions entre els dos productes.

Les connexions entre el producte físic i el producte digital/virtual són dades que flueixen des del producte físic al producte digital/virtual i informació que està disponible des del producte digital/virtual fins a l'entorn físic.
El concepte es va dividir en diferents tipus més tard. Els tipus són el prototip digital de bessó (DTP), la instància de bessó digital (DTI) i l'agregat de bessó digital (DTA). El DTP consisteix en els dissenys, anàlisis i processos per realitzar un producte físic. El DTP existeix abans que hi hagi un producte físic. El DTI és el bessó digital de cada instància individual del producte un cop fabricat. El DTA és l'agregació de DTI les dades i informació dels quals es poden utilitzar per interrogar sobre el producte físic, els pronòstics i l'aprenentatge. La informació específica que conté els bessons digitals està impulsada per casos d'ús. El bessó digital és una construcció lògica, el que significa que les dades i la informació reals poden estar contingudes en altres aplicacions.
A més, el bessó digital es pot dividir en tres subcategories segons el diferent nivell d'integració, és a dir, el grau de flux de dades i informació que es pot produir entre la part física i la còpia digital: Model digital (DM), Ombra digital (DS).) i bessó digital.
Un bessó digital al lloc de treball sovint es considera part de l'automatització de processos robòtics (RPA) i, segons l'empresa d'analistes del sector Gartner, forma part de la categoria més àmplia i emergent d'"hiperautomatització".

## Exemples
Un exemple de bessons digitals és l'ús del modelatge 3D per crear acompanyants digitals per als objectes físics. Es pot utilitzar per veure l'estat de l'objecte físic real, que proporciona una manera de projectar objectes físics al món digital. Per exemple, quan els sensors recullen dades d'un dispositiu connectat, les dades del sensor es poden utilitzar per actualitzar una còpia de "bessó digital" de l'estat del dispositiu en temps real. El terme "ombra del dispositiu" també s'utilitza per al concepte de bessó digital. El bessó digital està pensat per ser una còpia actualitzada i precisa de les propietats i estats de l'objecte físic, com ara la forma, la posició, el gest, l'estat i el moviment.
Un bessó digital també es pot utilitzar per al seguiment, diagnòstic i pronòstic per optimitzar el rendiment i la utilització dels actius. En aquest camp, les dades sensorials es poden combinar amb dades històriques, experiència humana i aprenentatge de flota i simulació per millorar el resultat dels pronòstics. Per tant, els pronòstics complexos i les plataformes de sistemes de manteniment intel·ligent poden utilitzar els bessons digitals per trobar la causa principal dels problemes i millorar la productivitat.
També s'han proposat bessons digitals de vehicles autònoms i la seva suite de sensors incrustats en una simulació de trànsit i entorn com a mitjà per superar els importants reptes de desenvolupament, prova i validació de l'aplicació d'automoció, en particular quan els algorismes relacionats es basen en Enfocaments d'intel·ligència artificial que requereixen amplis conjunts de dades d'entrenament i validació.

## Tecnologies relacionades
- Lloc de treball digital
- Simulació d'esdeveniments discrets
- Mètode dels elements finits
- Sistemes de control de salut i ús
- Holon (filosofia)
- Indústria 4.0
- Gestió integrada de la salut del vehicle
- Internet de les coses
- Anàlisi predictiva d'enginyeria